# 韋斯特鎮區 (印第安納州馬歇爾縣)
韋斯特鎮區（英語：West Township）是位於美國印第安納州馬歇爾縣的一個行政鎮區。

## 地方資料
根據2010年美國人口普查的數據，韋斯特鎮區的面積為112.00平方千米，當中陸地面積為108.80平方千米，而水域面積為3.20平方千米。當地共有人口4008人，而人口密度為每平方千米35.79人。